# Edward G. Robinson
Edward Goldenberg Robinson, egentlig Emmanuel Goldenberg, (12. december 1893 i Bukarest, Rumænien – 26. januar 1973 i Los Angeles, Californien, USA) var en amerikansk filmskuespiller, født i Rumænien.
Han kom til filmen i 1923, og fik opmærksomhed med gangsterroller i Little Caesar (Chicagos underverden, 1931) og The Whole Town's Talking (Samfundets fjende, 1935). Han udviklede sig til en af amerikansk films fineste karakterskuespillere, med mindeværdige roller i bl.a. Billy Wilders Double Indemnity (Kvinden uden samvittighed, 1944), Fritz Langs The Woman in the Window (Kvinden i vinduet, 1944), og John Hustons Key Largo (Uvejrsøen Key Largo, 1948). Senere leverede han farverige præstationer i mindre biroller, og fik i 1973 tildelt en æres-Oscar posthumt for sin indsats.